# Phleiuszi Timón
Phleiuszi Timón (kb. Kr. e. 315 – Kr. e. 226) görög szkeptikus filozófus-költő, Pürrhón tanítványa volt. Műveiben megörökítette mestere tanításait, ugyanakkor kigúnyolta a dogmatikus filozófusokat.

## Élete
Diogenész Laertiosz elmondása szerint, Timón korán elvesztette a szüleit, így táncosnak állt. Később Sztilpón tanítványának szegődött, majd, miután megnősült, Éliszbe utazott Pürrhónhoz. Gyermekei születése után Hellészpontoszhoz és Propontiszhoz utazott, majd szofistaként tevékenykedett Khakédonban. Ez utóbbi helyen – Diogenész elmondása szerint – nagy megbecsülésre tett szert. Innen Athénba utazott, ahol egy kisebb thébai kitérővel, haláláig tartózkodott.

## Munkássága
Karüsztoszi Antigonoszt idézve, Diogenész Laertiosz, Timont iszákos embernek írta le, olyannak aki többnyire filozófiával foglalkozott, de verses műveket is írt: eposzokat, tragédiákat, szatírjátékokat, harminc komédiát és hatvan tragédiát, továbbá szilloszokat és obszcén költeményeket. Ránk marad töredékei: Szilloi (Gúnyversek), Káprázatok, Az érzékelésről és a Pürrhón című munkája.

### A Szilloi
A Szilloi három könyvből áll. Az első könyv elbeszélő formában íródott, a második és a harmadik párbeszéd formájában. Timón szkeptikusként lép fel és parodisztikus formában kigúnyolja a dogmatikusokat. Az első könyv monológ formájú és a következő mondattal kezdődött: „Beszéljetek most, akik sokügyű szofisták vagytok”. A második és a harmadik könyvben kolophóni Xenophanészhoz, a szkeptikusok „elsőszülöttjéhez” intéz kérdéseket régi és kortárs filozófusokról, Xenophanész pedig válaszol ezekre.
A Szilloi szövege homéroszi allúziókkal van tele: Pürhónnal „nem versenyezhetne más halandó” (8 D), Kleanthész „kosként járkál a férfiak sorai közt” (41 D). A könyv cselekménye eposzi kontextusban, az alvilágban játszódik le. A szereplők versenyben állnak egymással, ami ugyancsak az eposzi hős figuráját eleveníti fel az olvasó előtt. Az eposzi hős élete (főként az érzéseinek él) pedig szöges ellentétben állnak a szkeptikus életfelfogással (önmegtartóztatás, nyugodt, érzelmektől mentes lélek). Így a heroikus kontextusba helyezett filozófusról maga a kontextus teszi nyilvánvalóvá, hogy nem is igazi filozófus. Az események csendes figyelőjeként Pürrhón azt mutatja meg, hogy a harc értelmetlen, részt venni benne pedig rossz habitusra vall(9, 10, 11 D). Akárcsak Pürrhón, Xenophanész sem vesz részt a certamenben mivel ő vezeti Timónt az alvilágban, s ő mutatja be neki a régi idők bölcseit is. Parmenidész és szamoszi Melisszosz kivételével cinikus gúnnyal jellemzi a főbb filozófusokat. Például Platónt tücsök módjára, liliomhangon daloló halként vezeti a dogmatikusokat (30 D), kitioni Zénón ostoba öregasszony akinek elúszik a hálója (38 D), a sztoikusok zöldségevésre és semmittevésre tanítják hallgatóikat (66 D), Empedoklész ordítozik (42 D), epheszoszi Hérakleitosz vijjog (43 D).